# Giáo hoàng Innôcentê X

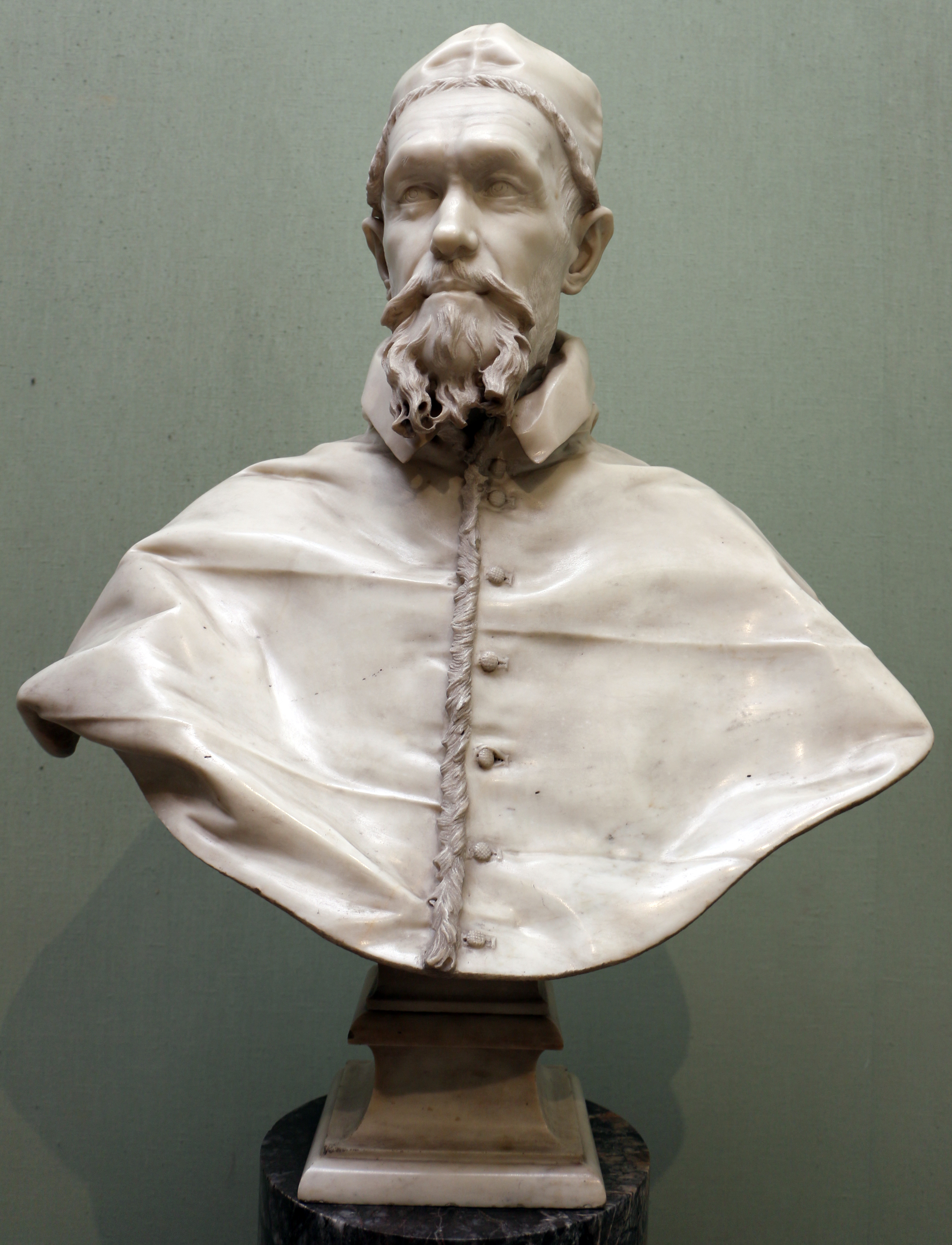
Tượng bán thân của giáo hoàng được điêu khắc bởi Paolo Monti.

Innôcentê X (Latinh: Innocens X) là vị giáo hoàng thứ 236 của giáo hội công giáo.
Theo niên giám tòa thánh năm 1806 thì ông đắc cử Giáo hoàng năm 1644 và ở ngôi Giáo hoàng trong 10 năm 3 tháng 23 ngày. Niên giám tòa thánh năm 2003 xác định ông đắc cử Giáo hoàng ngày 15 tháng 9 năm 1644, ngày khai mạc chức vụ mục tử đoàn chiên chúa là ngày 4 tháng 10 và ngày kết thúc triều đại của ông là ngày 7 tháng 1 năm 1655.

## Trước khi thành giáo hoàng
Giáo hoàng Innocens X sinh tại Roma ngày 6 tháng 5 năm 1574 với tên thật là Giovanni Battista Pamphili.
Ông sinh ra trong một gia đình quý tộc Pamphili, ông học luật ở Collegium romanum. Ông vào ngay giáo triều Rôma, nơi mà Clêmentê VIII bổ nhiệm ông làm dự thẩm tòa thượng thẩm Rôma (Rota).
Grêgôriô XV sau đó dùng ông làm khâm sứ tòa thánh. Cuối cùng, Urbanô VIII thăng ông làm thượng phụ Latinh của Antiookia. Năm 1626, ông nhận mũ hồng y linh mục thánh hiệu Sant'Eusebio. Ông tham dự vào công đồng Trentô. 

## Giáo hoàng
Ông được bầu làm Giáo hoàng ngày 15 tháng 9 năm 1644 khi Urbanô VIII qua đời, hôm sau ngày lễ suy tôn thánh giá, nhờ sự ủng hộ của phái Pháp là phái từ chối mọi hồng y thân Tây Ban Nha. 

### Hiệp ước Westphalia
Ông không chịu ký hiệp ước Westphalia, vì rất nhiều thành phố bị đặt dưới quyền của những người Kháng Cách.
Bằng đoản sắc Zelo domus Dei (26.11.1648) ông tố giác các điều khoản tôn giáo của hiệp ước Westphalia mà một tháng trước đã chấm dứt cuộc Chiến tranh 30 Năm mà kết thúc là chiến thắng của các nước Tin Lành. 

### Lên án quyển Augustinus
Ông đã lên án 5 mệnh đề rút ra từ quyển Augustinus của Jansenius.
Năm 1649, cha giám đốc ban thần học Sorbonne lược giáo thuyết Jansénius trong 5 luận đề rút bởi cuốn Augustinus, đệ trình lên Tòa thánh xin phát quyết. Giáo thuyết này phủ nhận thực tại về tự do ý chí trong con người, khả năng con người có thể từ chối ân sủng và tính phổ quát của việc cứu độ trong cái chết của Đức Giêsu Kitô, theo đó tiền định là án quyết đời đời của Thiên Chúa, trong đó Chúa đã cho một số người được cứu rỗi, còn một số người bị bỏ rơi.
Học thuyết quyển Augustinus của Jansénius, được Port-Royal và bạn bè bênh vực chống lại các tu sĩ Dòng Tên. Innôcentê X lập một ủy ban gồm 5 hồng y và 13 nhà thần học để nghiên cứu vấn đề. Sau hai năm, ngày 3.5.1653, Giáo hoàng đã ra một tông chiếu lên án thuyết Jansénius năm 1653 theo 5 mệnh đề. 

### Quan hệ với các nước
- Pháp: Ông truy tố Antonio và Francesco barberini, vì những tham ô tài chính của họ. Những người này trốn sang Pháp. Năm 1646 ông tuyên cáo một sắc chỉ ra lệnh các hồng y đã rời bỏ các lãnh thổ Giáo hoàng mà không có phép của ông trong vòng 6 tháng phải trở về lại đó nếu không thì sẽ bị mất hết bổng lộc thậm chí mất cả mũ hồng y.

Pháp viện tối cao Paris hủy bỏ sắc chỉ và Marazin đã phải đe dọa sẽ cho các đoàn quân của mình tấn công các lãnh thổ của Giáo hoàng để làm cho Innôcentê X phải phục tùng.
- Nga: Ông viết thư cho Nga Hoàng Alexei, yêu cầu giải phóng cho giới nông nô trong nước. Bằng sắc chỉ Cum occasione (ngày 31.3.1653) giúp đỡ những người bất hạnh và kém cỏi nhất.
- Trung Quốc: Innocente X cho xúc tiến công việc nghiên cứu những lập luận về lễ nghi Trung Hoa. Ngày 12.9.1645, Innocente X ký một sắc lệnh cấm các thừa sai cho phép cũng như cấm giáo dân thi hành những lễ nghi thờ cúng Tổ tiên. Ở Trung Quốc, ông còn phạt vạ tuyệt thông những kẻ không thi hành.